# منتخب إيران لكرة قدم الصالات للسيدات
منتخب إيران لكرة قدم الصالات للسيدات (بالفارسية: تیم ملی فوتسال زنان ایران) هو ممثل إيران الرسمي في المنافسات الدولية في كرة الصالات للسيدات
. تأسس في 2001.